# Fredrik Roos stipendium
Fredrik Roos stipendium är ett stipendium som tilldelas konstnärer under 35 år. Stipendiet, som första gången delades ut år 2011, är på 600 000 svenska kronor (2015).
Kriterierna är: ”En konstnär som – i Fredrik Roos anda – är beredd att ta risker i sitt konstnärskap. En som tror på sig själv och som har ett eget uttryck. Konstnären ska vara högst 35 år och komma från Norden och arbeta företrädesvis med måleri och skulptur”.

## Pristagare
- 2011 – Oskar Mörnerud[1]
- 2013 – Paul Fägerskiöld[2]
- 2014 – Tomas Lundgren[3]
- 2015 – Martha Ossowska Persson, Ida Persson och Idun Baltzersen[4]
- 2016 – Sandra Mujinga, Karl Patric Näsman och André Talborn[5]
- 2017 - Oskar Hult, Jonas Silfversten Bergman och Josefine Östberg Olsson[6]
- 2018 – Jonas Malmberg[7]
- 2019 – Sara Nielsen Bonde[8]
- 2020 - Siri Elfhag[9]
- 2021 - Gabriel Karlsson[10]
- 2022 - Judit Kristensen[11]
- 2023 - Erik Uddén[12]